# Sansevieria humiflora
Sansevieria humiflora là một loài thực vật có hoa trong họ Măng tây. Loài này được D.J.Richards mô tả khoa học đầu tiên năm 2004.

## Hình ảnh

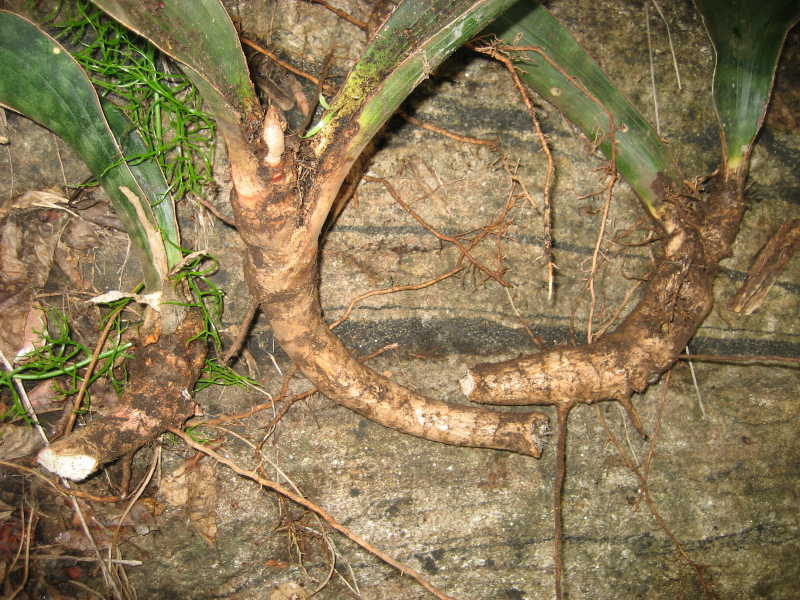